# Динер, Карл
Карл Динер (нем. Karl Diener; 1862—1928) — профессор палеонтологии Венского университета.

## Биография
Доктор философии в 1883 г. В 1885 г. совершил путешествие в Сирию и производил геологические исследования в Ливане и Антиливане. С 1886 г. — приват-доцент Венского университета по кафедре физической географии, с 1897 г. — экстраординарный профессор Венского университета.
В 1897 г. принимал участие в экспедиции в Центральные Гималаи для геологических и палеонтологический исследований. Член-корреспондент РАН c 01.12.1923 по отделению физико-математических наук (разряд биологических наук (палеонтология)).

## Труды
- «Libanon» («Grundlinien d. Geographie u. Geologie von Mittel Syrien», Вена, 1886); «Der Gebirgsbau d. Westalpen» (Вена и Лпц., 1891); «Bau und Bild der Ostalpen» (Вена и Лпц., 1903);
- палеонтологический монографии пермских и триасовых отложений Гималаев в «Paleontologia Indica», серия XV: «Hymalayan Fossils»;
- «Triadische Cephalopodenfauna d. ostsibirisch. Küsteuprovinz» («Mem. Com. géolog. St.-Pétersb.», 1895).